# ملاحظه (ترانه)
«ملاحظه» (انگلیسی: Consideration) ترانه‌ای از خواننده باربادوسی ریانا با همراهی خواننده آمریکایی سزا است. این ترانه در هشتمین آلبوم استودیویی ریانا، آنتی (۲۰۱۶) قرار گرفت.